# Архиепархия Зальцбурга
Архиепархия Зальцбурга (лат. Archidioecesis Salisburgensis ) — архиепархия Римско-Католической церкви с центром в городе Зальцбург, Австрия. В архиепархию Зальцбурга входят епархии Грац-Зеккау, Гурка, Инсбрука, Фельдкирха. Кафедральным собором архиепархии Зальцбурга является церковь святых Руперта и Виргилия в Зальцбурге.

## История
Согласно житию святого Северина «Vita Sancti Severini», написанного после его смерти в начале VI века, около 450 года на территории нынешнего Зальцбурга находились две церкви и один монастырь. Первым епископом этих территорий был святой Максим, который был учеником святого Северина и аббатом монастыря. Вторым епископом стал святой Руперт, основавший в конце VII века на реке Зальцах новый монастырь святого Петра, возле которого стал формироваться будущий Зальцбург.
В 798 году Римский папа Лев III назначил  митрополитом Баварии епископа Зальцбурга Арна. В митрополию Баварии вошли епархии Епархия Мюнхена и Фрайзинга, Пассау, Регенсбурга, Больцано-Бриксена.  
В середине IX века епископ Зальцбурга Адальвин столкнулся с притязаниями моравского короля Ростислава, захватившего земли между Дунаем и Дыей и изгнавшего из Моравии баварских священников. В это время в Моравии проповедовали Кирилл и Мефодий. Епископ Адальвин протестовал против их деятельности в его митрополии. Мефодий был вызван на Синод в Зальцбург и Адальвин запретил ему проповедовать в Моравии.
В XI веке в Зальцбурге Католическая Церковь подвергалась гонению со стороны императорской власти, которая находилась в спорах с Ватиканом. После назначения Римским папой Григорием VII архиепископом Зальцбурга Гебхарда, тот столкнулся с противодействием со вступлением на кафедру. Архиепископ Гебард в течение девяти лет находился в изгнании. Его преемник архиепископ Тимо был посажен в тюрьму на пять лет и умер в заключении в 1102 году. В 1122 году было подписано соглашение между Ватиканом и императором и в Зальцбурге была разрешена деятельность архиепископа.
В 1213 году архиепархия Зальцбурга стала княжеством-архиепископством. Архиепископ Эберхард II Регенсберский получил титул имперского князя. В 1245 году, после Лионского собора, Римский папа Иннокентий IV отлучил от церкви епископа Эберхарда II Регенсбургского за поддержку Фридриха II.
В XVI веке в архиепархию Зальцбурга стало проникать из Германии лютеранство. Архиепископ Парис фон Лондрон пригласил в Зальцбург иезуитов, чтобы те занимались миссионерской деятельность среди протестантов. Из-за преследований со стороны Католической церкви многие протестанты переехали в Ганновер, Восточную Пруссию, Северную Америку.
28 января 1785 года архиепархия Зальцбурга отдала часть своей территории епархии Леобен.
В 1803 году архиепархия Зальцбурга приобрела статус Великого герцогства Зальцбург, подчинённое эрцгерцогу Фердинанду III.

## Список ординариев
| - святой Максим (+ 476); - святой Руперт (698—718); - святой Виргилий (745—784); - Арн (784—821); - Адальрам (821—836); - Лиупрам (836—859); - Адальвин (859—873); - Адальберт I (873); - Дитмар I (873—907); - Пеллегрин I (907—923); - Адальберт II (923—935); - Эгилольф (935—939); - Арольд (939—958); - Фридрих I (958—991); - Хартвиг (991—1023); - Гюнтер (1024—1025); - Дитмар II (1025—1041); - Бальдовин (1041—1060); - Гебхард (1060—1088); - Тимо (1090—1101); - Конрад I Абенсбергский (1106—1147); - Эберхард I Гипольштайн-Бибургский (1147—1164); - Конрад II Австрийский (29.06.1164 — 28.09.1168); - Адальберт III Богемский (1168—1177); - Конрад III Виттельсбахский (1177—1183); - Адальберт III Богемский (1183—1200) — вторично; - Эберхард II Трухзейский (1200—1246); - Буркхарт фон Цигенхайм (1247); - Филипп Каринтийский (1247—1256); - Ульрих фон Зеккау (1256—1265); - Владислав Зальцбургский (6.10.1265 — 27.04.1270); - Фридрих II Вальхенский (1270—1284); - Рудольф Гохенекский (1284—1290); - Конрад IV Фонсдорфский (1291—1312); - Вайхард Поллхаймский (1312—1315); - Фридрих III Либницкий (1315—1338); - Генрих Пирнбруннер (1338—1343); - Ордольф Виссенекский (1343—1365); - Пеллегрин II Пухаймский (1365—1396); - Григорий Шенк Остервицкий (1396—1403); - Эберхард III Нойхауский (1403—1427); - Эберхард IV Штархембергский (1427—1429); | - Иоганн фон Райсберг (1429—1441); - Фридрих Трухсес фон Эммерберг (30.09.1441 — 3.04.1452); - Зигмунд фон Фолькерсдорф (10.04.1452 — 3.11.1461); - кардинал Буркхард фон Вайсприах (16.11.1461 — 16.02.1466); - Бернхард фон Рор (25.02.1466 — 21.03.1487); - Иоганн Беккеншлагер (21.03.1487 — 15.12.1489); - Фридрих фон Шаумберг (19.12.1489 — 4.10.1494); - Зигмунд фон Голленегг (16.10.1494 — 3.07.1495); - Леонхард фон Койчах (7.07.1495 — 8.06.1519); - кардинал Маттеус Ланг фон Велленбург (8.06.1519 — 30.03.1540); - Михаил фон Кюнбург (21.07.1554 — 17.11.1560); - Иоганн Якоб фон Кён-Беласи (28.11.1560 — 4.05.1586); - Георг фон Кюнбург (4.05.1586 — 25.01.1587); - Вольф Дитрих фон Райтенау (2.03.1587 — 7.03.1612); - Маркус Ситтикус фон Гогенэмс (18.03.1612 — 9.10.1619); - Парис фон Лодрон (13.11.1618 — 15.12.1653); - кардинал Гвидобальд фон Тун (3.02.1654 — 7.03.1668); - кардинал Максимилиан Гандольф фон Кюнбург (30.07.1668 — 3.05.1687); - Иоганн Эрнст фон Тун (30.06.1687 — 20.04.1709); - Франц Антон фон Гаррах цу Рорау (20.04.1709 — 18.07.1727); - Леопольд Антон Элойтериус фон Фирмиан (4.10.1727 — 22.10.1744); - Якоб Эрнст фон Лихтенштейн-Кастелькорн (13.01.1745 — 12.06.1747); - Андреас Якоб фон Дитрихштайн (10.09.1747 — 5.01.1753); - Зигмунд фон Шраттенбах (5.04.1753 — 16.12.1771); - Иероним Иосиф Франц де Паула Коллоредо фон Вальзее унд Мельс (14.03.1772 — 20.05.1812); - Зигмунд Христоф фон Зайл унд Траухбург (20.05.1812 — 7.11.1814) — апостольский администратор; - Леопольд Максимилиан фон Фирмиан (1814—1822) — апостольский администратор; - Августин Йоганн Йозеф Грубер (16.02.1823 — 28.06.1835); - кардинал Фридрих цу Шварценберг (23.09.1835 — 13.12.1849); - кардинал Максимилиан Йозеф фон Тарночи (24.10.1850 — 4.04.1876); - Франц де Паула Альберт Эдер (27.05.1875 — 10.04.1890); - кардинал Иоганн Евангелист Галлер (20.05.1890 — 5.05.1900); - кардинал Иоганн Баптист Качталер (10.05.1900 — 27.02.1914); - Бальтазар Кальтнер (2.04.1914 — 6.07.1918); - Игнатий Ридер (12.08.1918 — 8.10.1934); - Сигизмунд Вайц (10.12.1934 — 30.10.1941); - Андреас Рохрахер (3.02.1943 — 30.06.1969); - Эдуард Махайнер (9.10.1969 — 17.07.1972); - Карл Берг (26.12.1972 — 5.09.1988); - Георг Эдер (21.12.1988 — 23.11.2002); - Алоиз Котгассер (22.11.2002 — 4.11.2013); - Франц Лакнер (4.11.2013 — по настоящее время). |  |

## Источник
- Annuario Pontificio, Libreria Editrice Vaticana, Città del Vaticano, 2003, ISBN 88-209-7422-3
- Pius Bonifacius Gams, Series episcoporum Ecclesiae Catholicae Архивная копия от 26 июня 2015 на Wayback Machine, Leipzig 1931, стр. 307-308  (лат.)
- Konrad Eubel, Hierarchia Catholica Medii Aevi, vol. 1 Архивная копия от 9 июля 2019 на Wayback Machine, стр. 432; vol. 2 Архивная копия от 4 октября 2018 на Wayback Machine, стр. 228; vol. 3 Архивная копия от 21 марта 2019 на Wayback Machine, стр. 291; vol. 4, стр. 302; vol. 5, стр. 340-341; vol. 6, стр. 363-364; vol. 7, стр. 330; vol. 8, стр. 492-493  (лат.)